# Punta Nitún
Punta Nitún en el estado de Campeche, México, es una saliente de tierra ubicada 3 km al sur de la Isla de Jaina en la costa poniente de la península de Yucatán sobre el litoral del Golfo de México.

## Localización
La saliente de tierra que remata la pequeña bahía en que se aloja la isla de Jaina se localiza en un área pantanosa de difícil acceso por tierra cubierta enteramente de manglares. Forma parte de un área protegida ecológicamente.

## Puntas
En la Península de Yucatán el término Punta se utiliza para designar las formaciones relacionadas con la configuración de la costa. Por su morfología es posible distinguir dos tipos de Puntas: los extremos del cordón litoral que señalan las entradas de mar hacia los esteros y, por otro lado, las salientes de tierra hacia el mar, sean arenosas o pétreas, y que marcan un cambio de dirección en el trazo de la línea del litoral.